# Friederich Ernst von Prangen
Friederich Ernst von Prangen (13. november 1781 i Glückstadt – 19. juni 1841 i København) var en dansk officer.

## Karriere
Han var søn af auskultant ved den kongelige regering, arkivar og kancellisekretær Friederich Wilhelm von Prangen (1754-1783) og Wilhelmine Marie Charlotte født Picker (1754-1837). Efter at have nydt en videnskabelig uddannelse i sin fødeby ansattes Prangen 14. juni 1799 som dessinatør à la suite ved Ingeniørkorpset og blev samme år virkelig dessinatør i Holsten samt erholdt i 1800 karakter som fændrik af infanteriet. Prangen, der i 1801 udnævntes til virkelig sekondløjtnant i Ingeniørkorpset og i 1804 til virkelig premierløjtnant, tiltrådte sin praktiske tjeneste i korpset i begyndelsen af 1800 og garnisonerede i Rendsborg (til 1804) og Glückstadt.

### Under Englandskrigene
Da krigen med England udbrød i 1807, kommanderedes han til general Johann Ewalds armékorps, der under englændernes ophold på Sjælland holdt Lolland, Falster og Møn besat, og Prangen ledede her anlægget af flere batterier til sikring af kommunikationerne. Han fulgte med armékorpset til Sjælland, men blev snart kaldt tilbage til Ingeniørkorpset. Indtil maj 1809 – han var i 1808 avanceret til virkelig ingeniørkaptajn – var han beskæftiget med rekognoscering af kyststrækningerne og bygning af kystbatterier i de forskellige danske provinser, hvorefter han ansattes ved Københavns Fæstning. Fra denne virksomhed blev han dog flere gange kaldt bort. Han anlagde således i 1810 flere kystbatterier på Jyllands østkyst, i 1811 et på Møn og forestod fra december 1813 til januar 1814 nogle forsvarsarbejder ved Lillebælt.

### Senere virke
Efter Kielerfreden berejste han samtlige kystbatterier i Hertugdømmerne og Kongeriget for at træffe foranstaltninger til deres rømning. I 1810, 1812 og 1815 var han medlem af Kommissionen til unge Ingeniørofficerers Prøvelse og i 1815 af den kommission, som skulle udkaste og udføre en plan til indretning af det såkaldte "Guldhus" i Rigensgade i København til et Garnisonshospital. 
Prangen forfremmedes i 1818 til major og ansattes kort efter som 1. ingeniør ved Københavns Fæstning, hvilken stilling han beholdt til udgangen af 1832. Fra 1820-24 var han dog fraværende på rejser i udlandet, idet han i førstnævnte år udnævntes til medlem for den tyske forbundshærs 10. Armékorps af en under den i Frankfurt sammentrådte militære kommission nedsat lokalkommission til undersøgelse af fæstningen Luxembourgs tilstand. Han beordredes samtidig til at skaffe oplysninger om forskellige tyske og nederlandske fæstninger og til i den anledning efter tilendebragte forretninger i Luxembourg og Frankfurt at lægge hjemvejen over Nederlandene, også for at bese de vigtigste af de derværende hydrotekniske anlæg. I lokalkommissionen gjorde Prangens kundskaber og forretningsdygtighed sig snart gældende, og han repræsenterede endogså i nogle måneder af 1823 foruden Danmark Østrig, hvis kommissær var afgået ved døden. I 1822 besøgte han også Paris og studerede her anvendelsen af Louis Vicats hydrauliske kalk eller kunstcement ved Canal de l'Ourcq, hvilket ved hans tilbagekomst gav anledning til anlæg af en kunstcementfabrik her, der i mange år afgav materiale til Ingeniørkorpsets arbejder og til brobygningerne ved de nye chausséanlæg i Kongeriget og Hertugdømmerne.
1. januar 1825 overtog Prangen atter sin tjeneste ved Københavns Fæstning, i hvilken stilling han forfremmedes til oberstløjtnant 1829. Samme år blev han medlem af Defensionskommissionen og i 1830 af Kommissionen til udarbejdelsen af en plan for den nyoprettede kongelige militære højskole. 1832 designeredes han til, hvis det holsten-lauenborgske kontingent fik marchordre, at ansættes ved 10. Armékorpses hovedkvarter som direktør for ingeniørvæsenet. 1832 blev han midlertidig chef for Vejkorpset og fra 1834, da dette korps indlemmedes i Ingeniørkorpset, dirigerende stabsofficer for Vejtjenesten i Kongeriget, i hvilken egenskab han tiltrådte Kommissionen af 1835 angående Anlægget af en jernbane til Lettelse af Kommunikationen mellem Nord- og Østersøen. Efter i 1836 at have erholdt obersts karakter blev han 4. januar 1838 chef for Ingeniørkorpset og nogle dage efter medlem af Kommissionen angående vandvæsenet; samme år erholdt han obersts anciennitet. I 1839 overdroges ham ledelsen af projekteringen af en jernbane fra Hamborg-Altona til Neustadt og Kiel, og i 1840 indtrådte han i den i Odense under Kronprinsens forsæde nedsatte Kommission angående forandringer i Armeens organisation, som førte til organisationsplanen af 28. april 1842. Prangen medvirkede ved en lang række projekter, bl.a. Thorvaldsens Museum.
Prangen udnævntes 1812 til Ridder af Dannebrogordenen, 1826 til Dannebrogsmand og 1836 til Kommandør af Dannebrog, og han blev i 1838 ridder af den preussiske Johannitterorden som en anerkendelse af hans dygtige medvirkning ved den tilendebragte bygning af chausséen gennem Holsten og Lauenborg. Han døde 19. juni 1841, og Fædrelandet gav ham bl.a. følgende eftermæle: "Oberst Prangen var af alle erkjendt som en særdeles kraftfuld og agtværdig Karakter, som en Mand med dygtige Kundskaber og udbredt Erfaring og navnlig som et ualmindeligt administrativt Talent". Han er begravet på Garnisons Kirkegård.

## Ægteskab
Prangen ægtede 19. februar 1833 i Altona Ida Maria Louise Franzisca Raasløff (19. oktober 1808 - 15. maj 1886), datter af kommandør, indrulleringschef i Holsten Andreas Raasløff (1774-1851) og Johanne Catharine født Hansen (1786-1874).